# Gert Frischmuth
Gert Frischmuth (* 18. Juli 1932 in Jena; † 4. Mai 2012 in Erfurt) war ein deutscher Chorleiter und Musikpädagoge.

## Leben
Gert Frischmuth studierte an der Friedrich-Schiller-Universität Jena Musikerziehung. Nach 12-jährigem Schuldienst an der Humboldt-Oberschule in Erfurt wurde er nach zusätzlichen Studien im Fach Chorleitung für das Fach Chorgesang/Chordirigieren an die Hochschule für Musik Franz Liszt in Weimar berufen. Dort leitete er unter anderem erfolgreich den Kammerchor der Musikhochschule, der mehrfach ausgezeichnet wurde. 1979 wurde er zum Professor berufen. Nach 12 Jahren als Gastdirigent und zweijähriger interimistischer Führung wurde er 1988 zum Chordirektor des Rundfunkchores Leipzig, dem späteren MDR-Rundfunkchor Leipzig ernannt. Diesen leitete er bis 1998. Unter seiner Leitung entwickelte er sich zu einem der Spitzenchöre in Europa. Ferner leitete er über 40 Jahre den Erfurter Männerchor sowie in den Jahren 1998 und 1999 den Landesjugendchor Thüringen.
Schüler
- Volkher Häusler, Dirigent und Chorleiter
- Hubert Hoche, Dirigent und Komponist
- Markus Teutschbein, Dirigent und Chorleiter
- Christian Frank, Dirigent und Komponist

## Auszeichnungen
- Zwei 1. Preise als Chorleiter beim Sängerwettstreit des Bezirkes Erfurt auf der Wartburg
- Kulturpreis der Stadt Erfurt 2003